# It's Only Rock 'n Roll (But I Like It)
"It's Only Rock 'n Roll (But I Like It)" é uma música da banda Rolling Stones, lançada em 1974, parte do álbum intitulado It's Only Rock 'n Roll.

## Informações
Composta por Mick Jagger e Keith Richards, foi lançada como single no Reino Unido em 26 de julho daquele ano, atingindo o Top 10 da parada britânica de vendas. O álbum It's Only Rock'n'Roll, contendo a música homônima, saiu em outubro de 74. Nos Estados Unidos, o disco chegou ao #1 da Billboard, enquanto o single foi #16.
Em 1999, Jagger e Richards regravaram a música, com diversos artistas no vocal, lançado-a como single de caridade, com o faturamento das vendas do CD voltado para ajudar a organização Children's Promise, que trata de crianças com câncer.

### Compacto simples
- Single Original (1974)[1]

LADO A: "It's Only Rock'n Roll (But I Like It)"

LADO B: "Through the Lonely Nights"

## Versão de 1999
Em 1999, Mick Jagger, Keith Richards e um grupo de artistas se juntaram para ajudar a fundação Children's Promise, dentre eles as Spice Girls, Kid Rock, Mary J. Blige, Natalie Imbruglia, Dolores O'Riordan, Bon Jovi, Kelle Bryan, Jay Kay e Ozzy Osbourne. Nesse mesmo ano, as Spice Girls alegaram que este seria o único single lançado naquele ano, uma vez que estavam ocupadas com sua carreira solo. 
A regravação do clássico dos Rolling Stones chegou ao #19 da parada britânica. A renda arrecadada com os singles vendidos foi totalmente destinada para a Children's Promise.

### Formatos
- UK CD Single

1. It's Only Rock 'N' Roll - Single Version
2. It's Only Rock 'N' Roll - Arthur Baker's Rawkin' Roll Mix
3. It's Only Rock 'N' Roll - Shaft Club Mix
4. It's Only Rock 'N' Roll - Mickey Finn & L'Double Mix
5. It's Only Rock 'N' Roll - clipe para computador

- World CD Single

1. It's Only Rock 'N' Roll - Full Length Version
2. It's Only Rock 'N' Roll - Phats & Small Mutant Disco Mix
3. It's Only Rock 'N' Roll - Ruff Driverz Innercity Mix
4. It's Only Rock 'N' Roll - Deadly Avengers Takes The Mick Mix